# ستانلي أندرسون
ستانلي أندرسون (بالإنجليزية: Stanley Anderson) مواليد 23 أكتوبر 1939 في بيلينغز، مونتانا، الولايات المتحدة، هو ممثل أمريكي بدأ مسيرته الفنية سنة 1964. امتدت مسيرته الفنية لأكثر من 41 عاما.

## الأعمال
- روبوكوب 3
- قضية البجع
- بيكون كندي
- الخوف البدائي
- الصخرة
- ساينفيلد
- أرمجدون
- أطلق الرصاص علي!
- القاضية إيمي
- الملفات الغامضة

## روابط خارجية
- ستانلي أندرسون على موقع IMDb (الإنجليزية)
- ستانلي أندرسون على موقع روتن توميتوز (الإنجليزية)
- ستانلي أندرسون على موقع تيرنر كلاسيك موفيز (الإنجليزية)
- ستانلي أندرسون على موقع أول موفي (الإنجليزية)
- ستانلي أندرسون على موقع قاعدة بيانات الفيلم (الإنجليزية)